# Ashe (cantante)
Ashlyn Rae Willson (24 de abril de 1993), conocida como Ashe, es una cantante, escritora, compositora y modelo estadounidense.
Su mayor éxito es su sencillo de 2019 "Moral of the Story", que apareció en la película de Netflix To All the Boys: PS I Still Love You (2020) y que fue producido por Noah Conrad, con producción adicional de Finneas O'Connell.[cita requerida] Ashe también coescribió la canción de Demi Lovato "You Don't Do It for Me Anymore" y ha estado de gira con Louis the Child, Lauv y Whethan. Fue nominada a un premio Juno por su sencillo "Let You Get Away" con Shaun Frank. Su primer álbum de estudio, Ashlyn, fue lanzado el 7 de mayo de 2021.

## Primeros años de la cantante
Ashlyn nació el 24 de abril de 1993 y se crio en un hogar cristiano conservador en San José. Comenzó a tomar clases de piano y voz a los 8 años de edad. Ashe afirma que creció escuchando solamente música cristiana y que fue gracias a su abuelo que descubrió a artistas como Bob Dylan, Los Beatles y Jefferson Airplane. Estudió en el Berklee College of Music, donde se graduó con una especialización en Escritura y Producción Contemporáneas en 2015.

## Carrera

### 2015–2017: Carrera temprana
Ashe comenzó cantando demos en Nashville antes de llamar la atención del productor sueco de deep house Ben Phipps, quien le pidió que cantara en su canción "Sleep Alone" en 2015. Durante los próximos dos años, Ashe se especializó en apareciendo en varias pistas de baile y house de nombres como Louis the Child y Whethan. Su sencillo de 2016 "Can't Hide" con Whethan fue su quinto número 2 en las listas de Estados Unidos, Nueva Zelanda y Reino Unido. Su sencillo de 2017 "Let You Get Away" con el DJ canadiense Shaun Frank fue nominado para la grabación de baile del año en los Premios Juno 2017 y obtuvo el oro certificado en Canadá en 2019. Ashe ayudó a Demi Lovato en la composición de su sencillo " You Don't Do It For Me Any More " de 2017 de su álbum con certificado de platino estadounidense Tell Me Me amas (2017). Entre octubre de 2017 y enero de 2018, Rae se embarcó en giras con Louis the Child , Lauv y Whethan. Después de firmar con la etiqueta independiente Mom + Pop, lanzó su primer single "Used to It" en junio de 2017 y "Girl Who Cried Wolf" en noviembre de 2017. "Used to It" fue su segundo sencillo en alcanzar el número 1 en Global Spotify Viral 50. Ashe fue colocada junto a Billie Eilish y Lewis Capaldi en la lista de artistas para ver de Vevo en 2018. Durante abril de 2017, Ashe apoyó a The Chainsmokers durante su gira Memories Do Not Open y actuó en el escenario con Big Gigantic durante Coachella Festival 2017.

### 2018 – presente: debut en solitario
Cuando Ashe lanzó su EP debut The Rabbit Hole en junio de 2018, había registrado más de 200 millones de transmisiones acumuladas y nueve canciones número 1 en Hype Machine . El EP fue descrito como "un asunto versátil y convincente de siete pistas". Ashe apoyó a Quinn XCII en su gira mundial From Michigan with Love World, durante la cual también lanzó su sencillo Moral of the Story.
El 5 de abril de 2019, Ashe lanzó el EP de cuatro pistas, Moral of the Story: Chapter 1 , que fue producido en su totalidad por Finneas O'Connell. Finneas también produjo tres de las cuatro pistas en su EP secuela, Moral of the Story: Chapter 2.
En febrero de 2020, el sencillo Moral of the Story se utiliza en el Netflix en una seria adolescente de comedia romántica. Ashe hizo su aparición en la lista debut tanto en Billboard Hot 100 con "Moral of the Story" como en el Billboard 200 con Moral of the Story: Capítulo 1 . Ashe también lanzó recientemente un dúo de Moral of the Story con el cantante y compositor irlandés Niall Horan.
El 22 de julio de 2020 saco su sencillo "save myself" y el  25 de agosto de 2020 saco el music video del mismo.
El 11 de febrero de 2021 lanzó "the same" formando un EP junto a "real love" de su álbum the "rabbit hole".
El 12 de febrero "the same" y "real love" fueron incluidas en la película de Netflix "A todos los chicos de los que me enamore: Para siempre".
El 2 de marzo de 2021 lanzó junto al cantante "Finneas" "Till Forever Falls Apart" junto a su music video.
El 8 de abril de 2021 saco su canción "I'm fine" anunciando su primer álbum de debut.
El 7 de mayo de 2021, la cantante lanzó su primer álbum "Ashlyn", el cual cuenta con 13 canciones, y un bonus track.

## Discografía

### EPs y Álbum
| Título                        | Detalles                                                              | Posiciones máximas de la tabla | Posiciones máximas de la tabla | Posiciones máximas de la tabla | Posiciones máximas de la tabla |
| Título                        | Detalles                                                              | US                             | US Alt.                        | US Indie                       | CAN                            |
| ----------------------------- | --------------------------------------------------------------------- | ------------------------------ | ------------------------------ | ------------------------------ | ------------------------------ |
| The Rabbit Hole               | - Publicado el 22 de junio de 2018 - Sello: Mom + Pop                 | —                              | —                              | —                              | —                              |
| Moral of the Story: Chapter 1 | - Publicado el 5 de abril de 2019 - Sello: Mom + Pop                  | 157                            | 10                             | 19                             | 72                             |
| Moral of the Story: Chapter 2 | - Publicado el 9 de agosto de 2019 - Sello: Mom + Pop                 | —                              | —                              | —                              | —                              |
| Ashlyn                        | •Publicado el 7 de mayo de 2021 •Sello: Mom + Pop                     | —-                             | ——                             | —-                             |                                |
| Rae                           | •Publicado el 14 de octubre de 2022 •Sello: Mom + Pop                 |                                |                                |                                |                                |
| Willson                       | •Publicado el 6 de septiembre de 2024 •Lanzado de forma independiente |                                |                                |                                |                                |

### Sencillos
| Título                                        | Año  | Posiciones más altas en lista | Posiciones más altas en lista | Posiciones más altas en lista | Posiciones más altas en lista | Posiciones más altas en lista | Posiciones más altas en lista | Posiciones más altas en lista | Posiciones más altas en lista | Certificaciones | Álbum                         |
| Título                                        | Año  | EE.UU                         | AUS                           | AUT                           | CAN                           | IRL                           | NOR                           | SUI                           | RU                            | Certificaciones | Álbum                         |
| --------------------------------------------- | ---- | ----------------------------- | ----------------------------- | ----------------------------- | ----------------------------- | ----------------------------- | ----------------------------- | ----------------------------- | ----------------------------- | --------------- | ----------------------------- |
| "Used To It"                                  | 2017 |                               |                               |                               |                               |                               |                               |                               |                               |                 | Sencillos Independientes      |
| "Girl Who Cried Wolf"                         | 2017 |                               |                               |                               |                               |                               |                               |                               |                               |                 | Sencillos Independientes      |
| "Choirs"                                      | 2018 |                               |                               |                               |                               |                               |                               |                               |                               |                 | The Rabbit Hole               |
| "Moral Of The Story" (solo o con Niall Horan) | 2019 | 71                            | 44                            | 29                            | 42                            | 17                            | 35                            | 30                            | 31                            | - RIAA: - BPI:  | Moral Of The Story: Chapter 1 |
| "Bachelorette"                                | 2019 |                               |                               |                               |                               |                               |                               |                               |                               |                 | Moral Of The Story: Chapter 1 |
| "In Disguise"                                 | 2019 |                               |                               |                               |                               |                               |                               |                               |                               |                 | Moral Of The Story: Chapter 2 |
| "Cold In California"                          | 2019 |                               |                               |                               |                               |                               |                               |                               |                               |                 | Moral Of The Story: Chapter 2 |
| "Monday" (con Filous)                         | 2019 |                               |                               |                               |                               |                               |                               |                               |                               |                 | Sencillos Independientes      |
| "Save Myself"                                 | 2020 |                               |                               |                               |                               |                               |                               |                               |                               |                 | Sencillos Independientes      |
| “I’m Fine”                                    | 2021 |                               |                               |                               |                               |                               |                               |                               |                               |                 |                               |
| “Me Without You”                              | 2021 |                               |                               |                               |                               |                               |                               |                               |                               |                 |                               |

### Créditos de composición
| Título                           | Año  | Artista (s)       | Álbum               |
| -------------------------------- | ---- | ----------------- | ------------------- |
| "Wrong Way"                      | 2016 | Stone Van Brooken | N / A               |
| "You Don't Do It for Me Anymore" | 2017 | Demi Lovato       | Tell Me You Love Me |
| "HOWL"                           | 2017 | Delaney Jane      | N / A               |
| "No One Has To Know"             | 2017 | Goldfish          | Late Night People   |

## Premios y nominaciones
| Premios                  | Año  | Categoría                           | Trabajo Nominado | Resultado | Ref    |
| ------------------------ | ---- | ----------------------------------- | ---------------- | --------- | ------ |
| IHeartRadio Music Awards | 2021 | Artista Revelación Rock/Alternativo | Ashe             | Pendiente | [ 11 ] |